# Scipio Sighele
 (juillet 2015).
Si vous disposez d'ouvrages ou d'articles de référence ou si vous connaissez des sites web de qualité traitant du thème abordé ici, merci de compléter l'article en donnant les références utiles à sa vérifiabilité et en les liant à la section « Notes et références ».
Scipio Sighele (1868 - 1913) est un criminologue italien et pionnier de la psychologie des foules.

## Biographie
Il naît à Brescia dans une grande famille de juristes italiens. Son père, magistrat, sera procureur du roi à Palerme dans les années suivant l'Unité. À l'issue de ses études secondaires, il poursuit auprès du criminaliste Enrico Ferri des études de droit en compagnie de futurs membres du courant lombrosien : Guglielmo Ferrero ou bien encore Adolfo Zerboglio. Il consacre sa thèse de doctorat au phénomène de la complicité et enseigne le droit pénal à l'université de Pise[réf. souhaitée].
Mais c'est par deux articles sur la foule criminelle, publiés en 1891 dans la revue de Cesare Lombroso, l'Archivio di Psichiatria, qu'il se fait connaître. Ces deux articles réunis formeront le noyau de son œuvre majeure La Folla delinquente publiée peu après et bientôt best-seller mondial. Le livre fait rapidement l'objet d'une traduction en Français sous le titre La Foule criminelle. L'ouvrage aborde les phénomènes de l'association, de la contagion et démontre les mécanismes en jeu au sein d'une foule.
Sighele, s'il s'attache à démontrer la nature criminelle des associations collectives (la foule criminelle est composée d'hommes criminels), met cependant en lumière les phénomènes psychiques à l'œuvre en s'écartant de la stricte orthodoxie anthropologique lombrosienne.
Gustave Le Bon plagiera ses travaux (Gabriel Tarde le qualifia de « plagiaire doublé d'un photographe » dans sa correspondance). Sighele défend une psychologie collective de gauche assez éloignée de la lecture de la foule de G. Le Bon.
Sighele désormais célèbre élargit ses recherches dans le domaine de la psychologie collective en s'attachant au couple et à la secte criminels.
Zola, Durkheim et Nordau en France utiliseront ses découvertes dans les domaines variés des lettres, de la sociologie ou de la politique. Sighele publie en France La psychologie des sectes (1895) et de nouvelles éditions de son opus majeur La Foule Criminelle où il délaissera de plus en plus sa lecture négative de la foule. Il publie en 1901 un livre au titre prophétique « L'intelligence de la foule ». Au moment de l'Affaire Dreyfus il fut un ardent partisan de l'innocence de l'officier français en Italie.
Au tournant du siècle, il devient un militant actif dans le Trentin, sa région d'origine, alors sous domination autrichienne. Sighele délaisse peu à peu les travaux sociologiques pour s'adonner au journalisme et aux études politiques. Ses ultimes travaux porteront sur la question nationale et l'irrédentisme dont il se fait le théoricien.
Expulsé par les Autrichiens du Trentin, en raison de son activisme, il meurt à Florence en 1913.